# Axymyiomorpha
Los aximiomorfos (Axymyiomorpha) son un infraorden de dípteros nematóceros que incluye una única familia, Axymyiidae, de la que solo se conocen 8 especies actuales en 6 géneros, y 3 especies fósiles. Algunos taxónomos colocan a la familia Axymyiidae en Bibionomorpha. Es de distribución holártica y oriental.

## Géneros y especies
- Axymyia McAtee 1921
  - Axymyia furcata McAtee 1921
  - Axymyia japonica Ishida 1953
- Mesaxymyia Mamaev 1968
  - Mesaxymyia kerteszi (Duda), 1930
  - Mesaxymyia stackelbergi Mamaev 1968
- Protaxymyia Mamaev & Krivosheina 1966
  - Protaxymyia melanoptera Mamaev & Krivosheina 1966
  - Protaxymyia sinica Yang 1993